# Министерство промышленности и строительства Казахстана
Министерство промышленности и строительства Республики Казахстан (каз. Қазақстан Республикасы Өнеркәсіп және құрылыс министрлігі) — государственный орган Республики Казахстан, осуществляющий руководство в сферах индустрии и индустриального развития; промышленности; горно-металлургического комплекса; развития внутристрановой ценности; машиностроения; угольной, химической, легкой, деревообрабатывающей и мебельной промышленности; строительной индустрии и производства строительных материалов; безопасности машин и оборудования; безопасности химической продукции в соответствии с отраслевой направленностью; контроля специфических товаров; энергосбережения и повышения энергоэффективности; регулирования производства драгоценных металлов и оборота драгоценных металлов и драгоценных камней; сырьевых товаров, содержащих драгоценные металлы; ювелирных и других изделий; создания, функционирования и упразднения специальных экономических зон; государственного управления недропользованием в части твердых полезных ископаемых, за исключением добычи урана; государственного геологического изучения недр, воспроизводства минерально-сырьевой базы; архитектурной, градостроительной и строительной деятельности; жилищных отношений; коммунального хозяйства; государственного регулирования в области водоснабжения и водоотведения, теплоснабжения в пределах населенных пунктов; долевого участия в жилищном строительстве; оборонной промышленности; участия в проведении единой военно-технической политики; осуществления военно-технического сотрудничества; в области формирования, размещения и выполнения государственного оборонного заказа.
Положение о Министерстве промышленности и строительства Республики Казахстан Утверждено постановлением Правительства Республики Казахстан от 4 октября 2023 года N 864

## Структура
В состав министерства входят следующие ведомства:
- Комитет геологии Министерства промышленности и строительства Республики Казахстан
- Комитет промышленности Министерства промышленности и строительства Республики Казахстан
- Комитет по делам строительства и жилищно-коммунального хозяйства Министерства промышленности и строительства Республики Казахстан
- Комитет государственного оборонного заказа Министерства промышленности и строительства Республики Казахстан

Перечень организаций, находящихся в ведении Министерства:
- акционерное общество «Казахстанский центр индустрии и экспорта „QazIndustry“»
- акционерное общество «Национальная компания „Казахстан инжиниринг“ (Kazakhstan Engineering[англ.])»
- акционерное общество «Управляющая компания специальной экономической зоны „Химический парк Тараз“»
- акционерное общество «Фонд развития оборонно-промышленного комплекса».

## Задачи
1) формирование и реализация государственной политики в сферах промышленности; развития внутристрановой ценности; горно-металлургического комплекса; машиностроения; угольной, химической, легкой (кроме переработки шкур и шерсти сельскохозяйственных животных), деревообрабатывающей и мебельной промышленности; строительной индустрии и производства строительных материалов; безопасности машин и оборудования; безопасности химической продукции в соответствии с отраслевой направленностью; контроля специфических товаров; энергосбережения и повышения энергоэффективности; производства драгоценных металлов и оборота драгоценных металлов и драгоценных камней; сырьевых товаров, содержащих драгоценные металлы; ювелирных и других изделий; создания, функционирования и упразднения специальных экономических зон; государственного управления недропользованием в части твердых полезных ископаемых, за исключением добычи урана; государственного геологического изучения недр, воспроизводства минерально-сырьевой базы; архитектурной, градостроительной и строительной деятельности; жилищных отношений; коммунального хозяйства; водоснабжения и водоотведения, теплоснабжения (кроме теплоэлектроцентралей и котельных, осуществляющих производство тепловой энергии в зоне централизованного теплоснабжения) в пределах населенных пунктов; долевого участия в жилищном строительстве; оборонной промышленности; 

2) осуществление межотраслевой координации государственных органов в сфере деятельности, отнесенной к компетенции Министерства; 

3) осуществление государственного контроля в регулируемых сферах; 

4) государственное управление в регулируемых сферах; 

5) соблюдение гендерного баланса при принятии на работу и продвижении сотрудников; 

6) создание эффективной системы оборонно-промышленного комплекса;

7) обеспечение Вооруженных Сил Республики Казахстан, других войск и воинских формирований, специальных государственных и правоохранительных органов Республики Казахстан современными товарами (продукцией) военного назначения, товарами (продукцией) двойного назначения (применения), работами военного назначения и услугами военного назначения; 

8) использование научно-технологического и производственного потенциала организаций оборонно-промышленного комплекса в гражданских отраслях промышленности; 

9) обеспечение создания современных видов вооружения, военной и специальной техники в интересах повышения и укрепления обороноспособности, безопасности и правопорядка в государстве; 

10) поддержка и дальнейшее развитие экспортного потенциала организаций оборонно-промышленного комплекса; 

11) развитие прикладных исследований, опытно-конструкторских работ и их дальнейшая коммерциализация; 

12) участие в проведении единой военно-технической политики и осуществление военно-технического сотрудничества; 

13) руководство в области формирования, размещения и выполнения государственного оборонного заказа; 

14) совершенствование законодательства в области геологии и воспроизводства минерально-сырьевой базы; 

15) осуществление государственного контроля за операциями по геологическому изучению недр, а также использованию пространства недр; 

16) осуществление иных задач, возложенных на Министерство, в пределах своей компетенции.

## Министры
| № | Ф.И.О.            | Дата начала и окончания работы на посту |
| 1 | Канат Шарлапаев   | 4 сентября 2023 — 28 февраля 2025       |
| 2 | Ерсайын Нагаспаев | 28 февраля 2025 — н. в.                 |